# Dicerorhinus sumatrensis sumatrensis
Dicerorhinus sumatrensis sumatrensis is een met uitsterven bedreigde ondersoort van de Sumatraanse neushoorn. De ondersoort komt voor op Sumatra, voornamelijk in de volgende nationale parken: Nationaal park Bukit Barisan Selatan, Nationaal park Kerinci Seblat, Nationaal park Gunung Leuser, Nationaal park Way Kambas. De ondersoort is uitgestorven op het Maleisisch schiereiland. De populatie is klein, er zijn nog zo'n 275 individuen in het wild over. Ze worden bedreigd door stroperij en habitatverlies. Een aantal individuen worden gehouden en gefokt in gevangenschap in het Sumatran Rhino Sanctuary, en in de Cincinnati Zoo and Botanical Garden.